# Rigsdagen i Worms
Med Rigsdagen i Worms (tysk: Wormser Reichstag, Reichstag zu Worms) forstår man sædvanligvis rigsdagen i 1521, som endte med at Martin Luther blev erklæret fredløs. Men der har også været afholdt rigsdage i samme by i 829, 926, 961, 1076, 1122, 1495 og i 1540.
Rigsdagen varede fra den 29. januar til den 25. maj 1521.

## Rigsdagen indkaldes
Rigsdagen blev indkaldt af den tysk-romerske kejser Karl 5., som kort tid før havde rejst fra Spanien til Tyskland og modtaget kejserkronen i Aachen 23. oktober 1520. Indkaldelsen skyldtes urolighederne på grund af Martin Luther; ikke mindst den pavelige udsending ved kejserens hof Girolamo Aleandro havde ivret for en rigsdag med dette for øje.
Selv om der også blev drøftet en række andre spørgsmål under rigsdagen, er det behandlingen af Martin Luthers lære som har varig historisk interesse.
Luther havde hilst valget af Karl 5. velkommen med stor entusiasme, særlig fordi de øvrighedspersoner som var mest imod Luther, som pave Leo X, havde arbejdet for andre kandidater og agiteret mod Karl. Luther havde til og med tilegnet sit hidtil skarpeste kampskrift Til den tyske nations kristne adel – An den christlichen Adel deutscher Nation – fra august 1520 til kejser Karl. Men kejseren havde fra første stund ikke efterladt nogen tvivl om at han i Luther-spørgsmålet ville stå på den gamle kirkes standpunkt. I Leuven og Köln havde han deltaget i afbrændingen af de lutherske skrifter. Han havde til hensigt at rejse en rigsakt mod ham så snart Luther officielt var blevet bandlyst af kirken. At en sådan bandlysning var nært forestående, lå i luften: I bullen Exurge Domine havde paven truet med det dersom Luther ikke ville afsværge visse teser inden en vis frist. Efteråret 1520 udløb fristen, og den 3. januar 1521 fulgte bandlysningen.

## Spørgsmålet om hvorvidt Luther skulle indkaldes eller ikke
Rigsdagen diskuterede først om Luther skulle indkaldes eller ikke. I sin berømte askeonsdagstale krævede den pavelige udsending Aleandro den 13. februar at bandlysningen skulle følges op af den verdslige myndighed uden nogen forudgående afhøring af Luther. Fra Ingolstadt sendte Johannes Eck den 21. februar et brev med samme opfordring til kejseren. Men dette vandt ikke tilslutning; efter tryk fra Frederik den Vise af Sachsen gik kejseren med til at Luther først skulle udspørges.

## Luther indkaldes til Worms
Den 6. marts 1521 havde kejseren undertegnet den skrivelse som sikrede ham frit lejde til og fra Worms. Til trods for ekskommunikationen havde hele rejsen fra Wittenberg til Worms været et triumftog, og Luthers indtog i Worms den 16. april 1521, højtidelig fulgt af den kejserlige herold, gav ikke det indtryk at det var en slagen mand som begav sig ind i sine fjenders vold. Høj og lav trængte sig rundt hans herberg for at få et glimt af den berømte mand; han var blevet rigsdagens midtpunkt.

## Luther står frem for forsamlingen
Den 17. april blev Luther indkaldt til forhandlingerne. Frimodigt fastholdt han sine skrifter over for kejseren og de forsamlede rigsstænder. På spørgsmålet om han ville forsvare dem, bad han om betækningstid. Næste dag holdt han sin kraftfulde og vel forberedte forsvarstale, hvor han afslog enhver tilbagekaldelse. 

Afslutningsvis sagde han:

"... hvis jeg ikke bliver besejret ved Skriftens vidnesbyrd eller ved åbenbare fornuftsargumenter – for jeg tror hverken på paven eller på koncilerne alene eftersom det står fast at de flere gange har taget fejl eller har modsagt hinanden – så forbliver jeg besejret ved de skriftsteder jeg har anført, og min samvittighed forbliver fanget i Guds Ord. Jeg hverken kan eller vil tilbagekalde noget, for det er hverken sikkert eller bringer frelse at gøre noget mod sin samvittighed. Gud hjælpe mig, Amen."

De berømte ord Her står jeg og kan ikke andet findes ikke i det oprindelige referat, og mange moderne historikere tvivler på at ordene stammer fra Luther. Uanset gjorde Luthers troskab mod Bibelen og bekendermod et stort indtryk på mange af de tilstedeværende, heriblandt den danske Hertug Christian, den senere Christian 3. som blev kongen, der gennemførte reformationen i Danmark.

## Kejserens tale
Talen gjorde stort indtryk på rigsstænderne. Men også kejseren holdt den følgende dag en tale. Den var ikke mindre storartet, og udgjorde den første bekendelse som han personligt afgav i offentligheden. 

Her sagde han blandt andet:

"... det er sikkert at en enkelt broder tager fejl når han sætter sig op mod hele kristenhedens mening, for ellers må kristenheden have taget fejl i tusind år eller mere. ... Det ville være en skam for os og for dem, deres  lemmer på den ædle tyske nation, hvis der på grund af vor forsømmelse i vor tid skulle snige sig bare et skær af hæresi ind i menneskenes hjerter, til skade for den kristne religion. Efter at vi i går hørte Luthers tale, siger jeg Dem at jeg beklager at jeg så længe har tøvet med at tage forholdsregler mod ham. Han har sit frie lejde! Men herefter vil jeg betragte ham som en notorisk kætter, og håber at De som gode kristne vil gøre det samme".

## Et sidste forsøg på at overtale Luther til at afsværge
I dagene som fulgte blev der gjort flere forsøg på at få Luther til at ombestemme sig og gå med på et kompromis. Ærkebiskop Richard von Greiffenklau af Trier førte private forhandlinger med Luther i Den tyske Ordens hus den 24. april. Ifølge en rapport fra Aleandro til Rom tilbød han Luther at "... hvis det var sådan at han frygtede for drabstrusler fra sine tilhængere dersom han tilbagekaldte (sine standpunkter), skulle han få et behageligt priorat ved en af hans borge og derefter en plads ved hans bord og i hans råd, og således nyde godt også af kejserens beskyttelse og pavens gunst ...". Baggrunden for dette fremstød var at Luther så tydeligt var blevet båret frem af lavadelens hyldest, og at en retræte nok ville have udløst forfærdelse i disse kredse. Men Luther afviste tilbuddet.
Derefter opsøgte også Johann Cochlaeus, som også havde deltaget i Greiffenklaus forsøg, Luther for at forsøge at få ham til at trække sine lærestandpunkter tilbage.

## Luther forlader Worms
Derefter blev en række møder afholdt for at finde ud af hvad man skulle gøre. Men før rigsdagen nåede at fatte nogen beslutning, forlod Luther Worms (25. eller 26. april). På hjemrejsen mod Wittenberg blev han undervejs "bortført" af sine tilhængere og bragt i sikkerhed til borgen Wartburg i begyndelsen af maj.
Få dage efter blev "Worms-ediktet" ("Das Wormser Edikt" 1521) udfærdiget, men kejseren lod det ikke offentliggøre før den 25. maj. Ediktet erklærede at Luther var en kætter på grund af afvisningen af den katolske kirkes lære, særligt vedrørende en række af sakramenterne og af messen, og hans kritik blandt andet af pavedømmet, koncilerne og en række kirkeskikke. Han blev endvidere anklaget for at opildne til strid og ødelæggelser.

## Note
1. ↑  Johannes Eck 1486–1543, katolsk teolog og Luthers modstander. Ikke at forveksle med den evangeliske teolog Johann Eck 1494–1554.
2. ↑  A. Heise: "Christian III" (i: Dansk Biografisk Lexikon, 1. udgave, bind III; Kjøbenhavn 1889; s. 490-494)